# Рекорди европских првенстава у атлетици у дворани
Прво Европско првенство у атлетици у дворани одржано је у Бечу 1970. године. Европски комитет ИААФ од 1966. до 1969. организовао је 4 европска такмичења у атлетици под називом "Европске игре у дворани“. Та такмичења се нису званично рачунала у европска првенства. На свим европским првенствима истовремено се одржавају такмичења у обе конкуренције. Такмичење се до 1990. године одржавало сваке године, од када се прешло на двогодишње одржавање.
На првенствима могу учествовати само спортисти који представљају једну од атлетских организација чланица Европске Атлетске Асоцијације ЕАА. Најбољи резултати постигнути у појединим дисциплинама првенства, воде се као рекорди европских првенстава у атлетици у дворани, а верификује их ЕАА.
Закључно са Првенством 2023. у Истанбулу рекорди првенстава се воде у 26 атлетских дисциплина (13 мушке и 13 женске). У укупном збиру рекорда европских првенстава по државама, укључено је и седам дисциплина мушког седмобоја и пет дисциплина женског петобоја.
Спортисти Уједињеног Краљевства држе највећи број рекорда на првенству (7), следе Француска и Белгија са по 4 рекорда. У појединачној конкуренцији сви рекордери имају по један постављен рекорд. Најстарији рекорд стар 43 година држи у бацању кугле за жене Чехословакиња Хелена Фибингерова са првенства у Сан Себастијану 1977. године.
У следећој табели даје се списак свих важећих рекорда европских првенстава у дворани, закључно са Европским првенством 2023. у Истанбулу.

## Мушки рекорди
| Дисциплина   | Рекорд          | Име                                                  | Земља                | Датум             | Место         | Белешка | Реф   | Видео |
| ------------ | --------------- | ---------------------------------------------------- | -------------------- | ----------------- | ------------- | ------- | ----- | ----- |
| 60 м         | 6,42            | Двејн Чејмберс                                       | Уједињено Краљевство | 8. март 2009.     | 2009. Торино  | ()      |       |       |
| 400 м        | 45,05           | Карстен Вархолм                                      | Норвешка             | 2. март 2019.     | 2019 Глазгов  | ()      |       |       |
| 800 м        | 1:44,78         | Павел Чапјевски                                      | Пољска               | 3. март 2002.     | 2002 Беч      | ()      |       |       |
| 1.500 м      | 3:33,95         | Јакоб Ингебригтсен                                   | Норвешка             | 3. март 2023.     | 2023 Истанбул | ()      | [ 1 ] |       |
| 3000 м       | 7:38,42         | Али Каја                                             | Турска               | 7. март 2015.     | 2015. Праг    | ()      | [ 2 ] |       |
| 60 м препоне | 7,39            | Колин Џексон                                         | Уједињено Краљевство | 12. март 1994.    | 1994 Париз    | ()      |       |       |
| Скок увис    | 2,40            | Стефан Холм                                          | Шведска              | 6. март 2005.     | 2005 Мадрид   | ()      |       |       |
| Скок мотком  | 6,05            | Арманд Дуплантис                                     | Шведска              | 7. март 2021.     | 2021 Торуњ    | ()      | [ 3 ] |       |
| Скок удаљ    | 8,71            | Себастијан Бајер                                     | Немачка              | 8. март 2009.     | 2009. Торино  | ()      |       |       |
| Троскок      | 17,92 (2. скок) | Теди Тамго                                           | Француска            | 6. март 2011.     | 2011 Париз    | ()      | [ 4 ] |       |
| Троскок      | 17,92 (4. скок) | Теди Тамго                                           | Француска            | 6. март 2011.     | 2011 Париз    | ()      | [ 4 ] |       |
| Бацање кугле | 22,19           | Улф Тимерман                                         | Источна Немачка      | 21. фебруар 1987. | 1987. Лијевен | ()      |       |       |
| Седмобој     | 6.479           | Кевин Мајер                                          | Француска            | 5. март 2017.     | 2017. Београд | ()      | [ 5 ] |       |
| 4 х 400 м.   | 3:02,87         | Жилијен Вартен Дилан Борле Жонатан Борле Кевин Борле | Белгија              | 8. март 2015.     | 2015 Праг     | ()      | [ 6 ] |       |

### Рекорди европских првенстава у дисциплинама седмобоја
| Дисциплина   | Рекорд  | Атлетичар          | Земља     | Датум             | Првенство | Место                         | Реф.  | Видео |
| ------------ | ------- | ------------------ | --------- | ----------------- | --------- | ----------------------------- | ----- | ----- |
| 60 м         | 6,75    | Кари Салури        | Естонија  | 2. март 2019.     | ЕП 1998.  | Глазгов, Уједињено Краљевство | [ 7 ] |       |
| Скок удаљ    | 7,97 м  | Мик Пахапил        | Естонија  | 7. март 2009.     | ЕП 2009.  | Торино, Италија               |       |       |
| Бацање кугле | 16,82 м | Томаш Дворжак      | Чешка     | 24. фебруар 2000. | ЕП 2000.  | Гент, Белгија                 |       |       |
| Скок увис    | 2,19 м  | Сандер Скотхајм    | Норвешка  | 4. март 2023.     | ЕП 2023.  | Истанбул, Турска              | [ 8 ] |       |
| 60 м препоне | 7,67    | Артур Абеле        | Немачка   | 8. март 2015.     | ЕП 2015.  | Праг, Чешка                   |       |       |
| Скок мотком  | 5,60 м  | Александар Авербух | Русија    | 1. март 1998.     | ЕП 1998.  | Валенсија, Шпанија            |       |       |
| 1.000 м      | 2.34,19 | Надир ел Фаси      | Француска | 6. март 2011.     | ЕП 2011.  | Париз, Француска              |       |       |

## Женски рекорди
| Дисциплина   | Рекорд                                                                                                | Име                                                   | Земља                | Датум             | Место               | Белешка | Реф    | Видео |
| ------------ | --- | ----------------------------------------------------- | -------------------- | ----------------- | ------------------- | ------- | ------ | ----- |
| 60 м         | 7,00                                                                                                  | Нели Куман                                            | Холандија            | 23. фебруар 1986. | 1986 Мадрид         | ()      |        |       |
| 60 м         | 7,00                                                                                                  | Муђинга Камбунђи                                      | Швајцарска           | 3. март 2023.     | 2023 Истанбул       | ()      | [ 9 ]  |       |
| 400 м        | 49,59                                                                                                 | Јармила Кратохвилова                                  | Чехословачка         | 7. март 1982.     | 1982 Милано         | ()      |        |       |
| 800 м        | 1:55,82                                                                                               | Јоланда Чеплак                                        | Словенија            | 3. март 2002      | 2002 Беч            | ()      |        |       |
| 1.500 м      | 4:02,39                                                                                               | Лора Мјур                                             | Велика Британија     | 4. март 2017.     | 2017. Београд       | ()      | [ 10 ] |       |
| 3000 м       | 8:30,61                                                                                               | Лора Мјур                                             | Велика Британија     | 1. март 2019.     | 2019. Глазгов       | (       | [ 11 ] |       |
| 60 м препоне | 7,74                                                                                                  | Људмила Нарожиленко                                   | Совјетски Савез      | 4. март 1990.     | 1990 Глазгов        | ()      |        |       |
| Скок увис    | 2,05                                                                                                  | Тија Хелебаут                                         | Белгија              | 3. март 2007.     | 2007 Бирмингем      | ()      |        |       |
| Скок мотком  | 4,90                                                                                                  | Јелена Исинбајева                                     | Русија               | 6. март 2005.     | 2005 Мадрид         | ()      |        |       |
| Скок удаљ    | 7,30                                                                                                  | Хајке Дрекслер                                        | Источна Немачка      | 5. март 1988.     | 1988 Будимпешта     | ()      |        |       |
| Троскок      | 15,16                                                                                                 | Ашја Хансен                                           | Уједињено Краљевство | 28. фебруар 1998. | 1998 Валенсија      | ()      |        |       |
| Бацање кугле | 21,46                                                                                                 | Хелена Фибингерова                                    | Чехословачка         | 13. март 1977     | 1977 Сан Себастијан | ()      |        |       |
| Петобој      | 5.055                                                                                                 | Нафисату Тијам                                        | Белгија              | 5. март 2023.     | 2023 Истанбул       | ()      |        |       |
| Петобој      | 8,23 (60. м препоне), 1,92 м (скок увис), 15,54 м (бацање кугле), 6,59 м (скок удаљ), 2:13,60 (800 м) |                                                       |                      |                   |                     |         |        |       |
| 4 х 400 м    | 3:25,66                                                                                               | Лике Клавер Евелин Залберг Катхелијн Питерс Фемке Бол | Холандија            | 5. март 2023.     | 2023 Истанбул       | ()      |        |       |

### Рекорди европских првенстава у дисциплинама петобоја
| Дисциплина   | Рекорд  | Атлетичарка             | Земља            | Датум         | Првенство | Место                         | Реф.   | Видео |
| ------------ | ------- | ----------------------- | ---------------- | ------------- | --------- | ----------------------------- | ------ | ----- |
| 60 м препоне | 8,09    | Солен Ндама             | Француска        | 1. март 2019. | ЕП 2019.  | Глазгов, Уједињено Краљевство | [ 12 ] |       |
| Скок увис    | 1,96    | Нафисату Тијам          | Белгија          | 3. март 2017. | ЕП 2017.  | Београд, Србија               | [ 13 ] |       |
| Скок увис    | 1,96    | Катарина Џонсон-Томпсон | Велика Британија | 1. март 2019. | ЕП 2019.  | Глазгов, Уједињено Краљевство | [ 14 ] |       |
| Бацање кугле | 17,53 м | Аустра Скујите          | Литванија        | 4. март 2011. | ЕП 2011.  | Париз, Француска              |        |       |
| Скок удаљ    | 6,89 м  | Катарина Џонсон-Томпсон | Велика Британија | 6. март 2015. | ЕП 2015.  | Праг, Чешка                   |        |       |
| 800 м        | 2:07,17 | Адријана Сулек          | Пољска           | 3. март 2023. | ЕП 2023.  | Истанбул, Турска              | [ 15 ] |       |

## Рекорди по државама
Стање после ЕП 2023.
|     | Држава           | Мушкарци | Жене | Укупно |
| --- | ---------------- | -------- | ---- | ------ |
| 1.  | Велика Британија | 2        | 5    | 7      |
| 2.  | Француска        | 3        | 1    | 4      |
| 2.  | Белгија          | 1        | 3    | 4      |
| 4.  | Норвешка         |          | 3    | 3      |
| 5.  | Источна Немачка  | 1        | 1    | 2      |
| 5.  | Чехословачка     |          | 2    | 2      |
| 5.  | Немачка          | 2        |      | 2      |
| 5.  | Пољска           | 1        | 1    | 2      |
| 5.  | Шведска          | 2        |      | 2      |
| 5.  | Русија           | 1        | 1    | 2      |
| 5.  | Естонија         | 2        |      | 2      |
| 5.  | Холандија        |          | 2    | 2      |
| 13. | Турска           | 1        |      | 1      |
| 13. | Словенија        |          | 1    | 1      |
| 13. | Совјетски Савез  |          | 1    | 1      |
| 13. | Чешка            | 1        |      | 1      |
| 13. | Швајцарска       |          | 1    | 1      |
| 13. | Литванија        |          | 1    | 1      |

## Рекорди у дисциплинама које више нису на програму

### Мушки рекорди
| Дисциплина     | Рекорд   | Атлетичар            | Земља     | Датум             | Првенство     | Детаљи |
| -------------- | -------- | -------------------- | --------- | ----------------- | ------------- | ------ |
| 200 м          | 20,6     | Бруно Мари-Розе      | Француска | 22. фебруар 1987. | 1987. Лијевен |        |
| Ходање 5.000 м | 18:19,97 | Ђовани де Банедиктис | Италија   | 28. фебруар 1992. | 1992. Ђенова  |        |

### Женски рекорди
| Дисциплина     | Резултат | Атлетичар     | Земља           | Датум             | Првенство        | Детаљи |
| -------------- | -------- | ------------- | --------------- | ----------------- | ---------------- | ------ |
| 200 м          | 22,39    | Марита Кох    | Источна Немачка | 5. март 1983.     | 1983. Будимпешта |        |
| Ходање 3.000 м | 11:49,99 | Алина Иванова | Уједињени тим   | 29. фебруар 1992. | 1992. Ђенова     |        |